# Cimitero monumentale di Oropa
Il cimitero monumentale di Oropa è uno storico luogo di sepoltura collocato a breve distanza dall'omonimo santuario mariano. Per l'importanza storica e artistica dei suoi monumenti funebri e la particolare atmosfera del luogo viene definito la piccola Staglieno.

## Storia

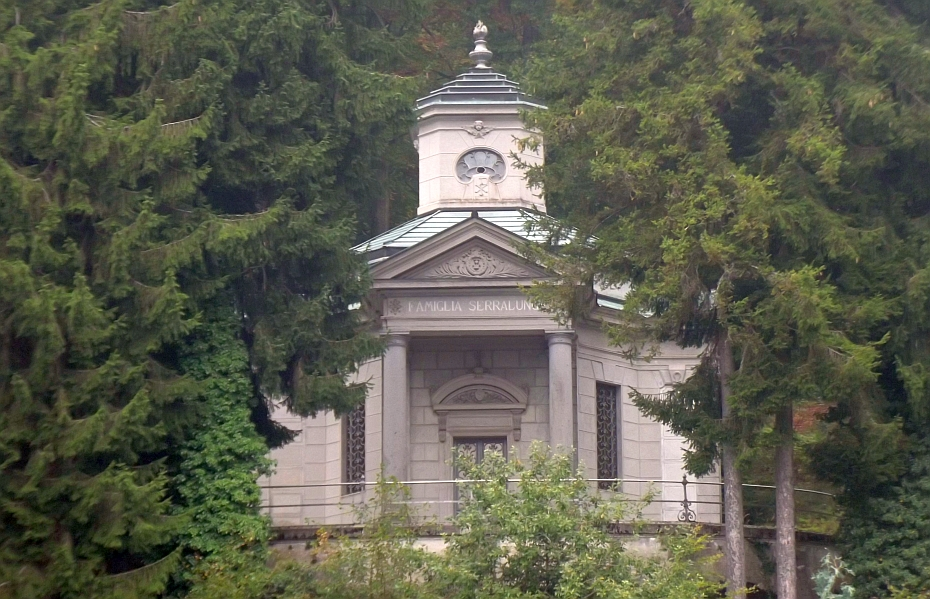
Tomba Serralunga, nel cimitero bosco

Analogamente a vari edifici di culto cattolici anche presso il santuario di Oropa in passato avvenivano sepolture, tanto che ancora oggi il pavimento della Basilica antica è costituito in buona parte dalle lapidi di illustri defunti di Biella e del territorio circostante. Nel XIX secolo questa prassi cadde però in disuso, in particolare per motivi sanitari, e venne quindi ricercata una nuova sistemazione per le salme. Negli anni attorno al 1830 venne realizzato un cimitero sotterraneo nel piazzale del santuario, che però si rivelò dopo pochi anni insufficiente come dimensioni, di difficile manutenzione e malagevole per i visitatori. Venne così designata per un nuovo camposanto un'area situata qualche centinaio di metri a sud-ovest dal santuario, non lontano dal sacro Monte mariano. Il nuovo cimitero monumentale, progettato da Ernesto Camusso, fu costruito a partire dal 1871 e inaugurato nel 1877. Il complesso consisteva inizialmente del solo campo aperto, posto a 1.180 m di altitudine e delimitato a monte da un porticato semicircolare. In seguito il cimitero subì tre ampliamenti: quello del 1888, quello del 1934 (il cui progetto si deve a Quinto Grupallo) e quello del 1967 (progettato da Alessandro Trompetto). La faggeta retrostante, in forte pendenza, venne con il tempo trasformata nel cosiddetto cimitero bosco dalla costruzione di sepolture, spesso monumentali che andarono a formare un vasto emiciclo sino a raggiungere la quota di circa 1.220 m. Gli alberi originariamente presenti furono in parte conservati e raggiunsero con il tempo dimensioni in vari casi molto considerevoli. Il cimitero di Oropa ha recentemente fatto parlare di sé a seguito di una serie di profanazioni di tombe presumibilmente effettuate da sette sataniche.

## Sepolture e artisti
Tra i molti artisti che operarono nel cimitero possono essere ricordati:
Edoardo Rubino, autore della tomba Maggia; 
Cesare Biscarra, a cui si deve la tomba della famiglia Bona;
Leonardo Bistolfi, che realizzò le tombe Serralunga e Canepa; 
Odoardo Tabacchi, presente con la tomba Ramella.
Altri importanti artisti che lavorarono alle tombe del cimitero monumentale furono Vittorio Cavalleri, Carmelo Cappello (al quale oggi la città natale di Ragusa ha dedicato un museo), Celestino Fumagalli, Emilio Musso e Giuseppe Sartorio. Non mancano inoltre alcuni dei maggiori artisti biellesi: tra gli architetti è ad esempio attivo il novecentesco Nicola Mosso e tra gli scultori Giuseppe Bottinelli (presente con la scultura bronzea della propria tomba oltre che vari ritratti).
Particolarmente imponente e storicamente rilevante è inoltre la tomba di Quintino Sella, costruita in forma di piramide dall'ingegnere Carlo Maggia ispirandosi presumibilmente alla simbologia massonica.
Tra le altre personalità di rilievo sepolte ad Oropa si possono ancora citare:
- Vittorio Sella, fotografo e alpinista;
- Quintino Sella, scienziato, politico e alpinista;
- Giovanni Pietro Losana, vescovo di Biella tra il 1834 e il 1873 e tra i pochi prelati che si opposero al dogma dell’infallibilità papale;
- Riccardo Gualino, imprenditore e mecenate; alla sua sepoltura lavorò Pietro Canonica, un artista che fu uno dei maggiori scultori dell'Ottocento italiano ma che ad Oropa compare in veste di architetto;
- Oreste Rivetti, uno tra i proprietari dello storico Lanificio Rivetti che più influirono sul territorio biellese;
- Costantino Crosa, medaglia d'oro al valor militare;
- Giorgio Aiazzone, imprenditore;
- Nino Cerruti, imprenditore e stilista;
- Anton Dante Coda, politico e presidente dell’Istituto Bancario San Paolo di Torino dal 1946 al 1959;
- Pietro Magri, religioso e organista.